# 39-та окрема мотострілецька бригада (РФ)
39-та окрема мотострілецька Червонопрапорна бригада (39 ОМСБр, в/ч 35390) — формування Сухопутних військ Збройних сил Російської Федерації чисельністю в бригаду. Дислокується на острові Сахалін, частини бригади розташовуються поруч з Южно-Сахалінськом у Аніва, Хомутове, Охотському й Дачному. Бригада входить до складу 68-го армійського корпусу Східного військового округу.

## Історія
Після розпаду СРСР у 1992 році 33-тя мотострілецька дивізія Радянської армії перейшла до складу Збройних сил Російської Федерації.
1 червня 2009 дивізія була переформована на бригаду.
У квітні 2014 року бригада увійшла до складу новосформованого 68-го армійського корпусу.
У 2022 бригада взяла участь у вторгненні в Україну, спочатку воювала на київському напрямку. Потім її переправили на схід України, зокрема, в район Ізюму.

## Побут
У бригаді є помічник командира по роботі з віруючими військовослужбовцями.

## Склад

### 2017
- управління[5]
- 1-й мотострілецький батальйон;
- 2-й мотострілецький батальйон;
- 3-й мотострілецький батальйон;
- Танковий батальйон;
- 1-й гаубичний самохідно-артилерійський дивізіон;
- 2-й гаубичний самохідно-артилерійський дивізіон;
- Реактивний артилерійський дивізіон;
- Зенітний ракетний дивізіон (8 од. С-300В);
- Зенітний ракетно-артилерійський дивізіон;
- Розвідувальний батальйон;
- Інженерно-саперний батальйон;
- Батальйон управління (зв'язку);
- Стрілецька рота (снайперів);
- Рота БПЛА;
- Рота РХБЗ;
- Рота РЕБ;
- Батарея управління та артилерійської розвідки (начальника артилерії);
- Взвод управління і радіолокаційної розвідки (начальника протиповітряної оборони);
- Взвод управління (начальника розвідувального відділення);
- Ремонтна рота;
- Батальйон матеріального забезпечення;
- Комендантська рота;
- Медична рота;
- Взвод інструкторів;
- Взвод тренажерів;
- Полігон;
- Оркестр.

## Втрати
Із відкритих джерел відомо про деякі втрати бригади:

## Командири
- 2011—2013 — полковник Рижков, Сергій Борисович[6]
- 2013—2016 — полковник, з 11 червня 2015 генерал-майор Дзейт Руслан Мусаевич[7] [8] ,
- 2016—2017 — полковник Шевченко Геннадій Вільямович,
- 2017 — досі — полковник Юсупов Рустам Авудовіч.